# Hermann Buse
Pour les articles homonymes, voir Buse.
Hermann Buse est un coureur cycliste allemand, né le 27 février 1907 à Berlin et mort le 1er janvier 1945 à Brême. 
Professionnel de 1929 à 1937, il a notamment remporté en 1930 Liège-Bastogne-Liège et le Tour d'Allemagne.

## Biographie
Durant sa carrière, il court successivement pour les équipes Opel, Dürkopp, Pullmann, Atala, Delangle, Olympia, Oscar Egg, Wanderer, Tendil et Presto.
En 1930, il remporte  Liège-Bastogne-Liège devant les Belges Georges Laloup et François Gardier. Il reste le seul Allemand à avoir remporté la Doyenne des classiques. Par la suite, il s'adjuge le Tour d'Allemagne et le Tour du Harz. Il participe à son premier Tour de France, qu'il abandonne lors de la neuvième étape. Il prend en août la 13e place du championnat du monde sur route à Liège. 
L'année suivante, il gagne le Grand Prix du Nord de la Belgique et la huitième étape du Tour d'Allemagne. Il se classe 11e de Paris-Roubaix. Il termine également son seul Tour de France à la 22e place. En 1932, il s'adjuge la deuxième étape du Tour d'Italie et s'empare du maillot rose de leader. Il le conserve durant cinq jours et termine finalement 16e du classement final. Il termine au pied du podium de Liège-Bastogne-Liège.
En 1933, il remporte le Circuit de la Haute-Savoie puis la cinquième étape du Tour de Corse 1935. Il s'arrête sa carrière de coureur professionnel, à l'issue de la saison 1937.
Il meurt au front lors de la Seconde Guerre mondiale le 1er janvier 1945 à Brême.

## Palmarès
- 1930
  - Tour d'Allemagne :
    - Classement général
    - 1re étape (contre-la-montre par équipes)

  - Liège-Bastogne-Liège
  - Tour du Harz
  - 3e de Lyon-Genève-Lyon
- 1931
  - Grand Prix du Nord de la Belgique
  - 8e étape du Tour d'Allemagne
  - 2e du Circuit des régions flamandes
  - 2e du Grand Prix Meuse-Escaut
  - 3e de Marseille-Lyon
- 1932
  - 2e étape du Tour d'Italie
  - 3e du Circuit de Wallonie
  - 4e de Liège-Bastogne-Liège
- 1933
  - Tour de Haute-Savoie
  - 3e de Paris-Belfort
  - 10e du Tour de Suisse
- 1934
  - 3e du Circuit de Munich
  - 4e du Tour de Suisse
- 1935
  - 5e étape du Tour de Corse
  - 2e du Tour de Corse
- 1937
  - 3e du championnat d'Allemagne sur route

## Résultats sur les grands tours

### Tour de France
4 participations
- 1930 : abandon (9e étape)
- 1931 : 22e
- 1933 : éliminé (10e étape)
- 1934 : abandon (18e étape)

### Tour d'Italie
2 participations
- 1932 : 16e, vainqueur de la 2e étape,  maillot rose pendant 5 jours
- 1933 : 29e